# Atelestus dissonans
Atelestus dissonans is een vliegensoort uit de familie van de Atelestidae. De wetenschappelijke naam van de soort is voor het eerst geldig gepubliceerd in 1961 door Collin.